# ニュージャージー交響楽団
ニュージャージー交響楽団（ニュージャージーこうきょうがくだん、英語: New Jersey Symphony）は、アメリカ合衆国のニュージャージー州ニューアークを本拠に置いて活動するオーケストラ。

## 概要
1922年、初代音楽監督フィリップ・ジェームスにより設立された。
1962年にケネス・シャーマーホーンが音楽監督に就任、ロジャー・セッションズなどの気鋭の作曲家に新作を委嘱しプログラムに組み入れるなど楽団に新風を吹き込んだ。
1968年からアメリカの主要オーケストラ初のアフリカ系アメリカ人として音楽監督を務めたヘンリー・ルイス
の時代に、ルイス夫人のマリリン・ホーンやマリアン・アンダーソン、ヴァン・クライバーン、ルチアーノ・パヴァロッティなどの名ソリスト達を招き、また楽旅を増やすなどして、楽団を芸術的に飛躍させた。しかし、その後楽団は財政難に見舞われなど浮沈を繰り返した。
1985年にヒュー・ウルフが音楽監督に就任し、公共放送へのテレビ常時出演、カーネギー・ホールでの公演、アイルランドへ楽団初の海外ツアーを行った。
1993年からズデニェク・マーツァルが音楽監督を務め、委嘱作品や初演作品の演奏数を増加させるとともに、ドヴォルザーク、ムソルグスキー、グリーグなどの作品をメジャー・レーベルに数多く録音した。
21世紀に入ってからは、ネーメ・ヤルヴィ、ジャック・ラコンブといった国際的に著名な指揮者が音楽監督を務めた。
2016年からは、中国出身の女性指揮者、シャン・ジャン (張賢) が音楽監督に就任し、多様性、包括性を重視したプログラムを組んだ。
本拠地のニューアークの他、モリスタウン、ニューブランズウィック、プリンストン、レッドバンク、ジャージーシティなど、ニュージャージー州内の複数の会場で定期的に演奏会を開催している。

## 歴代音楽監督
- フィリップ・ジェームス (1922年–1929年)
- ルネ・ポラン (1929年–1939年)
- フリーダー・ワイスマン (1940年–1947年)
- サミュエル・アンテック (1947年–1958年)
- マティアス・アバス (1958年–1960年)
- ケネス・シャーマーホーン (1962年–1968年)
- ヘンリー・ルイス (1968年–1976年)
- トーマス・ミハラク (1977年–1983年)
- ヒュー・ウルフ (1985年–1993年)
- ズデニェク・マーツァル (1993年–2002年)
- ネーメ・ヤルヴィ (2005年–2009年)
- ジャック・ラコンブ (2010年–2016年)
- シャン・ジャン (張賢) (2016年– )